# Vic Wunderle
Victor ("Vic") Wunderle (Lincoln (Nebraska), 4 maart 1976) is een Amerikaanse boogschutter. Hij vertegenwoordigde zijn vaderland driemaal op rij bij de Olympische Spelen: 2000, 2004 en 2008.
Wunderle groeide op in Mason City, Illinois. Hij begon als 5-jarige al met boogschieten en deed tijdens zijn jeugd mee aan meerdere wedstrijden. Met twaalf jaar won hij zijn eerste wedstrijd. Daarna behaalde hij diverse nationale en internationale titels.
In 1992 en 1996 deed Wunderle mee aan de Amerikaanse voorrondes voor de Olympische Spelen, en behaalde daar respectievelijk de zestiende en zesde plaats. In 2000 werd hij eerste en plaatste hij zich voor de Spelen.
Wunderle deed in Sydney individueel en in teamverband mee op het onderdeel boogschieten. In de halve finale versloeg hij de Zweed Magnus Petersson met 108-107. In de finale speelde hij tegen de Australiër Simon Fairweather. Wunderle werd verslagen met 113-106, en won daarmee de zilveren medaille. In teamverband, met teamgenoten Butch Johnson en Rod White, behaalde hij de bronzen medaille.
In 2004 deed Wunderle opnieuw mee aan de Spelen in Athene. Hij won de eerste drie eliminatieronden en ging door naar de kwartfinale. In de kwartfinale verloor hij met 109-108 van de Italiaan Marco Galiazzo. Hij behaalde uiteindelijk de achtste plaats.